# Владимир Отовић
Владимир Отовић (Илок, 29. август 1928. — Нови Сад, 13. септембар 2004) био је српски професор, историчар књижевности, и стални сарадник Матице српске.

## Биографија

### Младост
Основну школу похађао је у родном Илоку (1935–1939) а прва два разреда ниже гимназије у Државној реалној гимназији у Сремској Митровици (1939-1941). Школовање је наставио у Државној реалној гимназији у Ужицу где се његова породица настанила 1941. Матурирао је 1947. Студирао је југословенску књижевност и српскохрватски језик на Филозофском факултету у Београду (1948-1953) и дипломирао са темом Проза Владимира Назора.
За време Другог светског рата био је курир у Ужичком партизанском одреду (1944–1945) и члан омладинских политичких организација УСАОЈ и СКОЈ. После рата је учествовао у радним акцијама на изградњи пруга Брчко-Бановићи и Шамац-Сарајево. Војни рок служио је у Артиљеријској школи за резервне официре (1953-1954) и добио чин поручника.

### Период у Матици српској
Професионалну каријеру започео је као професор српскохрватског језика и књижевности у Гимназији „Јован Јовановић Змај” у Новом Саду 1954. године.
Љубав према књизи навела га је да каријеру настави у Одељењу за стару и ретку књигу Библиотеке Матице српске 1970. године. Рад у библиотеци Матице српске је прекинуо само закратко (1971-1972), док је обављао дужност управника Библиотеке Филозофског факултета у Новом Саду. Од 1982. до пензионисања 1989. радио је у Матици српској. Био је члан Уређивачког одбора Српског биографског речника у издању Матице српске. Од 1974. године руководио је потпројектом Пренумерација на српску књигу XVIII-XIX века. Током научноистраживачког рада однеговао је читав низ младих истраживача који су своју професионалну каријеру наставили у Матици српској, Библиотеци Матице српске и Новосадском универзитету. Био је стални члан сарадник Матице српске.
Посебно се бавио књижевним делом Петра II Петровића Његоша сакупљајући његова дела и радове о њима, створивши тако јединствену колекцију која се захваљујући књижару Василију Јовановићу чува у Библиотеци Матице српске као посебан фонд. Његошем се бавио и промишљајући његово дело из чега су настали радови објављени у монографским и периодичним публикацијама.

## Извор
Биографија и библиографија Владимира Отовића објављени у публикацији Грађа за Лексикон писаца Југославије, том 5, О, главни уредник Љиљана Пешикан Љуштановић, Матица српска, Нови Сад, 2010.